# Gunnar Forsell
Bengt Axel Gunnar Forsell, född 12 oktober 1955 i Eksjö församling i Jönköpings län, död 4 mars 2024 i Eksjö distrikt, var en svensk teaterregissör.
Gunnar Forsell arbetade under ett 40-tal år med olika musikalproduktioner. Han var bland annat verksam vid Smålands Musik och Teater i Jönköping och Teatertolvan i Eksjö. Han regisserade det vandrande krönikespelet Mellan eld och eld i Gamla stan i Eksjö som hade ett antal föreställningar varje sommar mellan 1996 och 2006. Vidare var han regissör för musikaler som Oliver (2007), Annie (2009) och Jesus Christ Superstar (2017). Han fick Tegnérs kulturpris 2003.
Forsell var son till Olle Forsell och Inga-Lena Larsson samt gift från 1980 till sin död med Annelie Strigner (född 1958).

## Teater

### Regi
- 1996–2006 – Mellan eld och eld
- 2004 – Blendas bröllop
- 2007 – Oliver[5]
- 2009 – Annie
- 2010 – Peter Pan
- 2014 – Fame
- 2016 – Djungelboken
- 2017 – Jesus Christ Superstar[8]